# Acrolophus sinclairi
Acrolophus sinclairi är en fjärilsart som beskrevs av Hasbrouck 1964. Acrolophus sinclairi ingår i släktet Acrolophus och familjen Acrolophidae. Inga underarter finns listade i Catalogue of Life.